# Kil'mezsky (huyện)
Huyện Kil'mezsky (tiếng Nga: Кильмезский райо́н) là một huyện hành chính tự quản (raion), của Tỉnh Kirov, Nga. Huyện có diện tích 3118 kilômét vuông, dân số thời điểm ngày 1 tháng 1 năm 2000 là 18000 người. Trung tâm của huyện đóng ở Kilmez.